# Michele Barillaro
Michele Maria Barillaro (Reggio Calabria, 27 agosto 1967 – Okahandja, 23 luglio 2012) è stato un magistrato italiano.

## Biografia
Nato a Reggio Calabria, nel 1990 si è laureato in giurisprudenza all'Università di Bologna, dal 1996 al 2006 è stato giudice del tribunale di Nicosia in provincia di Enna e consigliere applicato alla Corte d'assise d'appello a Caltanissetta.
Tra il 1998 e il 2005 si è occupato di importanti casi, tra cui il "Borsellino ter" sulla strage di via d'Amelio, sull'attentato dell'Addaura contro Giovanni Falcone, sulla "Strage di Gela", “Omicidio Ciancio”, “Piazza Pulita”.
È stato consigliere applicato alla Corte d'Assise d'Appello di Caltanissetta dove ha redatto la sentenza nel processo Borsellino ter sulla strage di via D'Amelio e la sentenza nel processo a Totò Riina e altri per l'attentato all'Addaura contro Giovanni Falcone. Per la sua attività gli fu assegnato il premio internazionale "Rosario Livatino". Su Borsellino disse "Ora tutti lo osannano, ma a quei tempi era stato lasciato solo". A Firenze, Barillaro si era occupato del pericolo degli anarco insurrezionalisti, ma soprattutto delle infiltrazioni mafiose e delle loro relazioni con l'enorme riciclaggio verso la Cina, che denunciò pubblicamente.
L'11 luglio la Guardia di Finanza eseguì 111 perquisizioni sequestrando 47 milioni di euro in un'operazione sul trasferimento di soldi dall'Italia alla Cina. L'operazione, firmata da Barillaro, era la terza del genere. Per il flusso di denaro illegale, in totale, sono stati scoperti 4,5 miliardi di euro, 24 persone arrestate e 581 denunciate. Numeri pazzeschi per un giudice a cui era stata tolta la scorta.
Nominato GIP di Firenze, si è occupato dell'area anarco-insurrezionalista, della truffa aggravata al Servizio Sanitario Nazionale e dell'evasione fiscale a carico dei vertici dell'azienda farmaceutica Menarini.
Come docente di diritto penale ha insegnato alla Scuola Superiore Professioni Legali dell'Università di Firenze, alla scuola forense "G. Alessi" di Caltanissetta, e della Formazione Permanente A.I.G.A. della sezione di Firenze. Dal 2008, sino alla morte, è stato consulente presso la Commissione Parlamentare Antimafia e ha prestato assistenza tecnica all'Unità Speciale per la Lotta alla Criminalità Organizzata ed alla Corruzione del governo della Macedonia.
È morto il 23 luglio 2012, all'età di 44 anni, nei pressi di Otjiwarongo, in Namibia, in incidente stradale. Nell'incidente hanno perso la vita un amico del giudice, l'avvocato fiorentino Roberto Colcellini, socio di un'attività ricettiva in Namibia e un cameriere namibiano che lavorava nella struttura del legale.
L'auto su cui viaggiavano i tre si è scontrata frontalmente con un camion.
Poco prima di morire, il 16 luglio, era stato oggetto di minacce di morte inviate alle redazioni fiorentine de La Nazione e La Repubblica, nelle quali veniva esultato il fatto che fosse stato tolto il dispositivo di protezione che gli era stato assegnato.